# Joy De Vivre
Joy De Vivre, pseudonimo di Joy Muriel Eilzabeth Haney (Romford, 1956), è una cantante inglese, conosciuta per essere stata la seconda voce femminile (dopo Eve Libertine) della band anarcho punk Crass.

## Biografia
Sorella del batterista John Haney, prima di iniziare la carriera musicale, si diplomò al liceo di Winchester con il massimo dei voti. Nell'album Penis Envy del 1981 era una delle due voci principali. In alcune produzioni è accreditata con il nome Virginia Creeper.

## Discografia

### Singoli
- 1981 – Our Wedding